# Site castral de Lorentzen
Le site castral de Lorentzen est un ensemble de bâtiments datant du Moyen Âge situés sur la commune de Lorentzen, dans le département du Bas-Rhin.
L'édifice fait l'objet d'une inscription au titre des monuments historiques depuis le 4 mai 1990.

## Historique
Le château, le moulin, la grange dîmière et la maison d'habitation constituent un ensemble remarquable et imposant.
Le tracé carré du château rappelle l'ancienne Wasserburg (château de plaine entouré d'eau) construite par Friedrich II de Sarrewerden. 
Des cinq tours de la demeure féodale, il n'en subsiste que trois, ainsi que la base de la quatrième. La tour Renaissance dans la cour du château témoigne de la rénovation du XVIe siècle.
Il passera aux Nassau-Sarrebruck en 1683 et deviendra par la suite résidence douairière. L'escalier en chêne atteste le souci d'amélioration de l'époque baroque.
Après la Révolution, le château sera partagé en lots d'habitation vendus comme bien national en 1792. Il tient lieu de vestige étonnant d'une évolution propre à cette contrée.
Le moulin à blé date de 1728 et a fonctionné jusqu'en 1958. Le passage voûté au milieu du bâtiment abrite une roue à aubes en bois. L'eau de la rivière déviée en aval du pont de l'Eichel passait dans le canal sous le chemin actuel pour actionner le système.
La grange dîmière construite en 1770 recevait la dîme, dixième de la récolte destinée au seigneur. Les étables et les deux granges à portes cintrées constituaient une unité d'exploitation fonctionnelle.

## Description
Sont notamment conservées des niches équipées de barres en bois destinées à recevoir le croc de la couleuvrine placé à l'extérieur afin que le mur encaisse le recul de l'arme.

## Accès
Rue principale à Lorentzen, dans les Vosges du Nord.

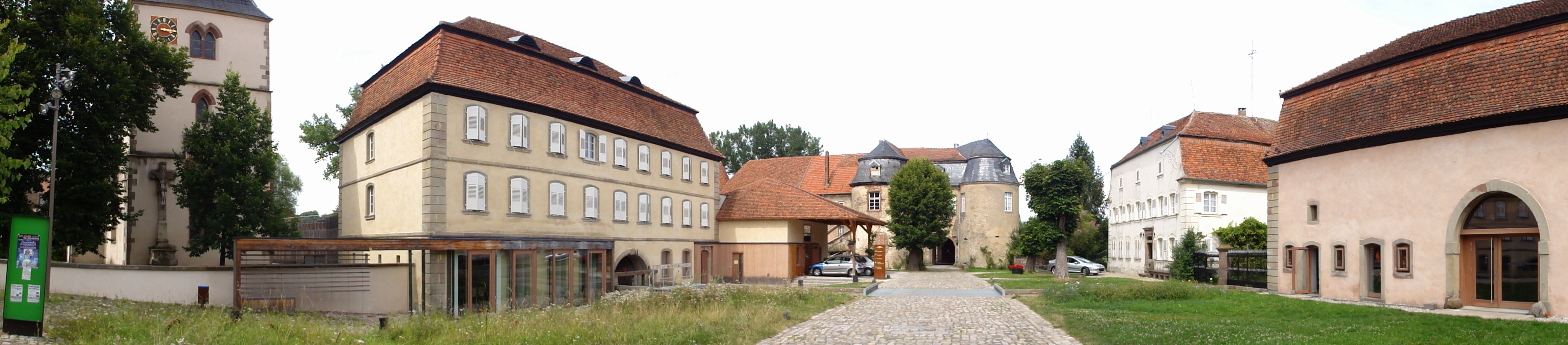
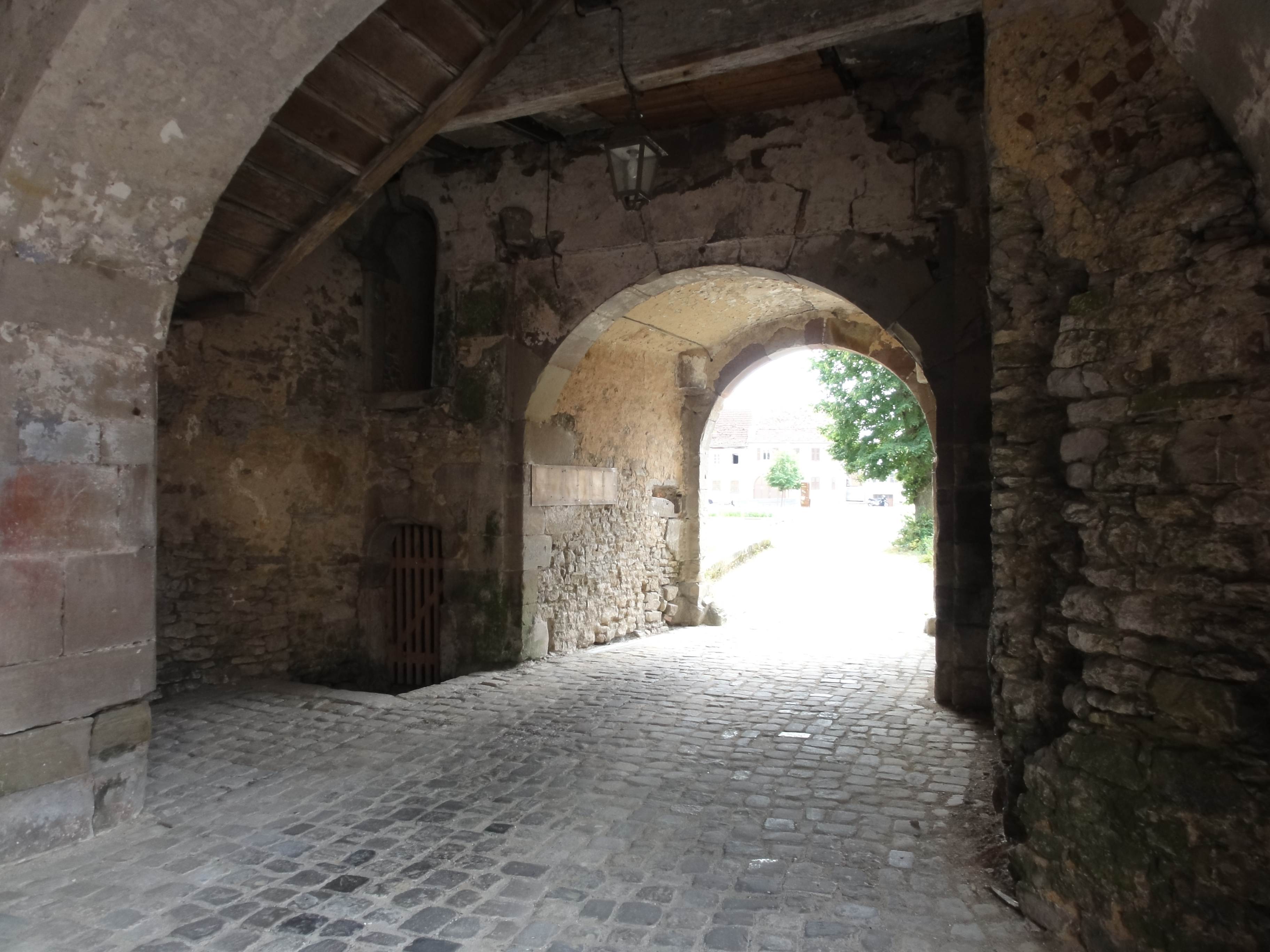
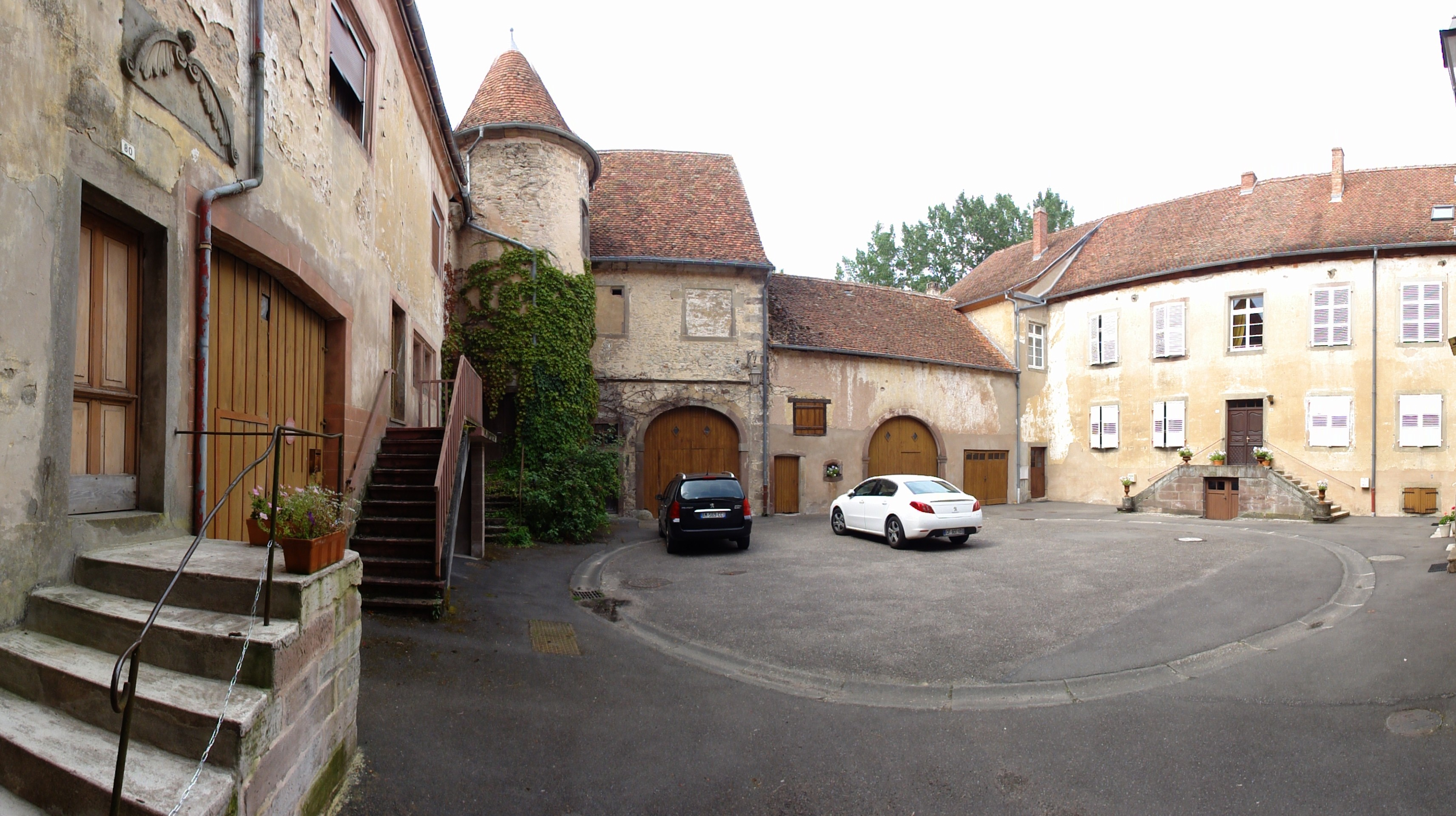
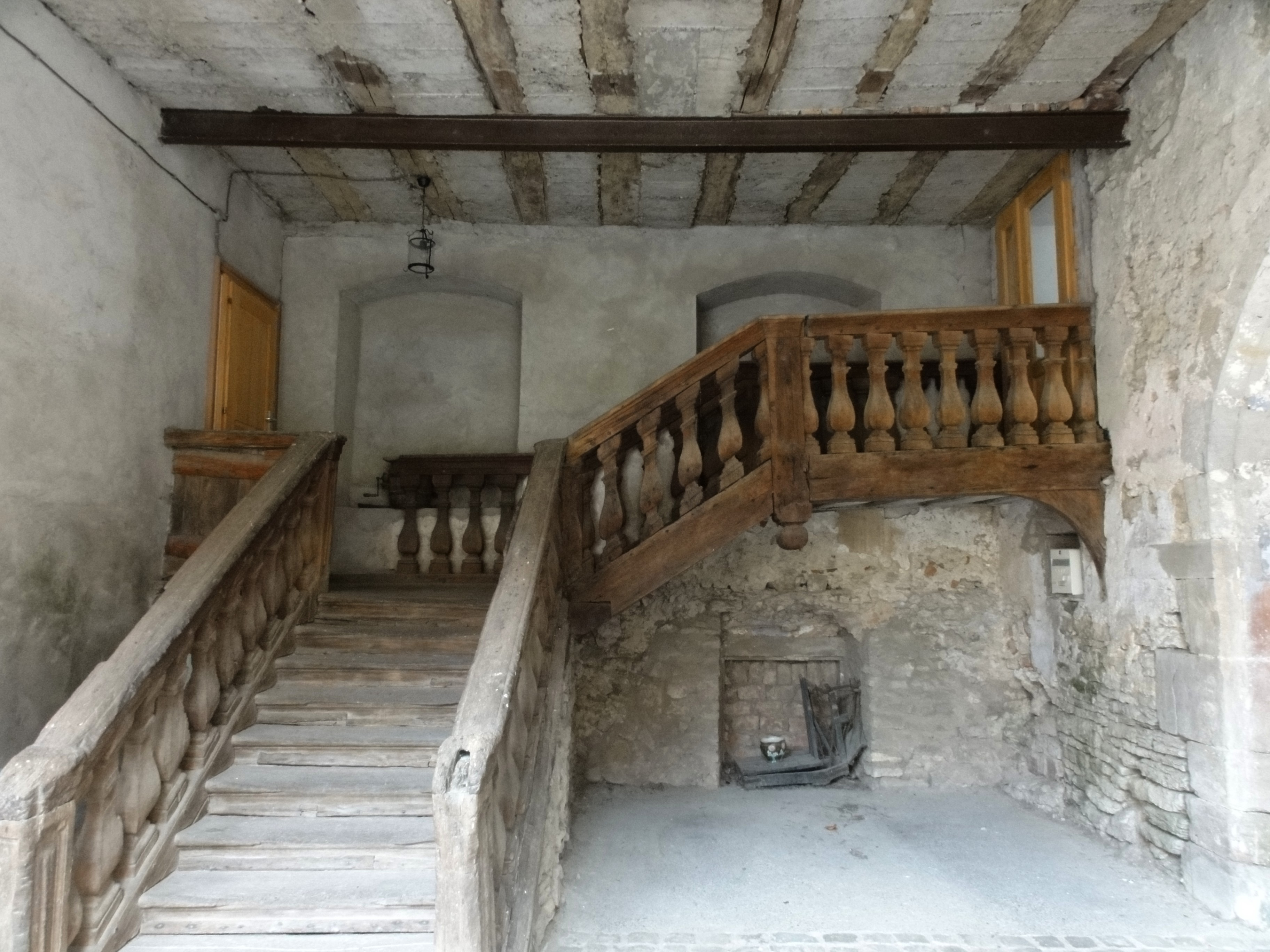